# Jubiläumsbrunnen (Wuppertal)

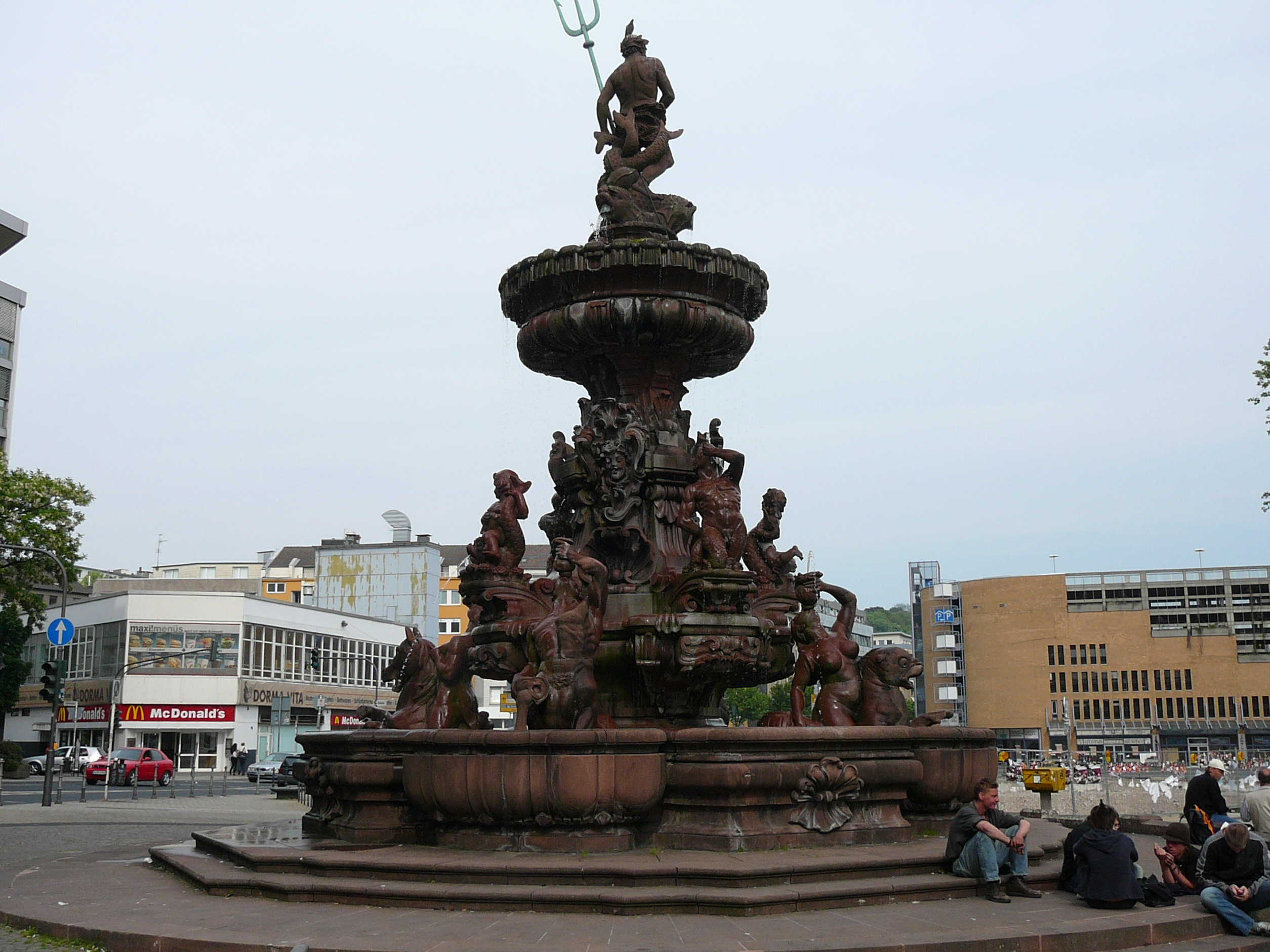
Jubiläumsbrunnen auf dem Elberfelder Neumarkt

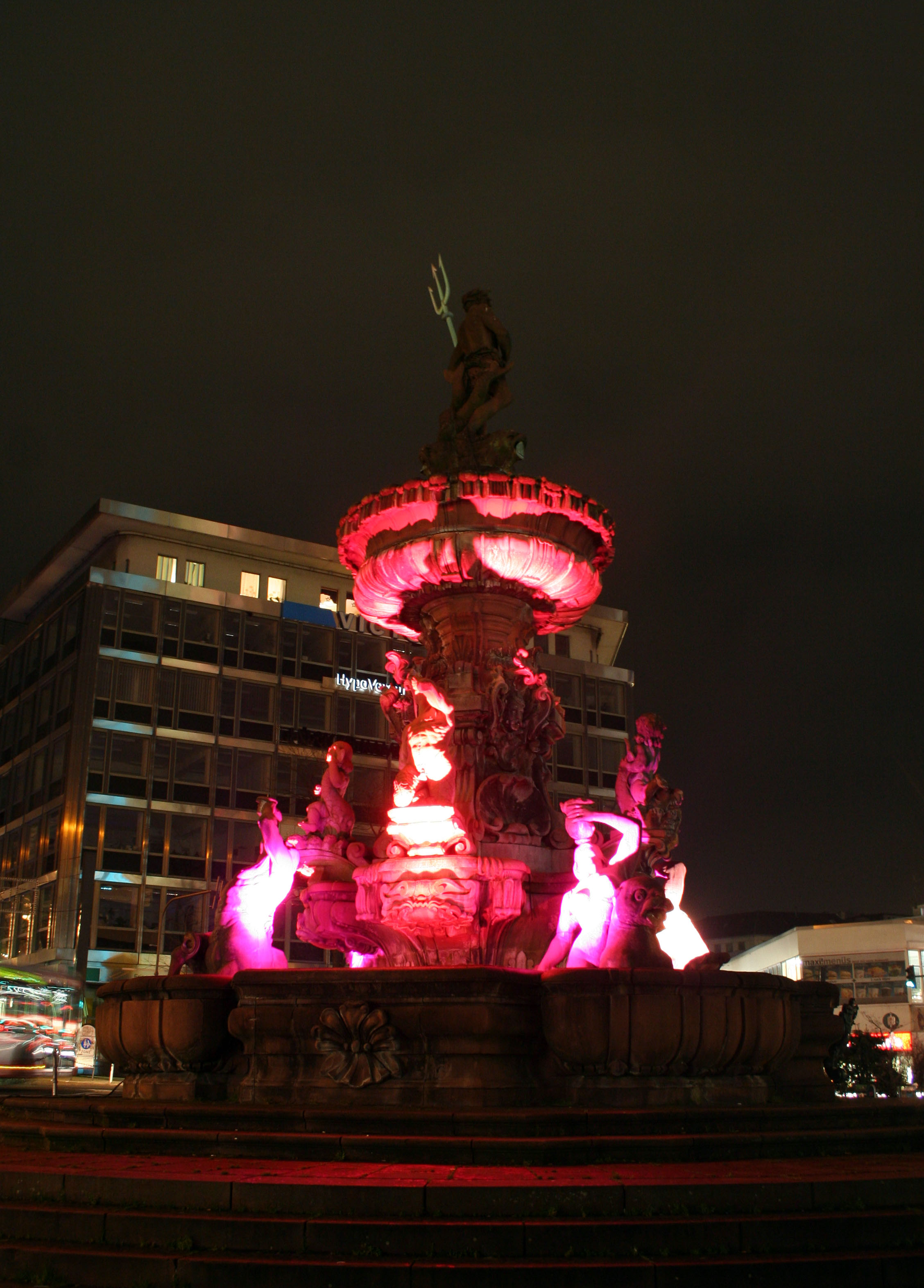
Jubiläumsbrunnen bei Nacht

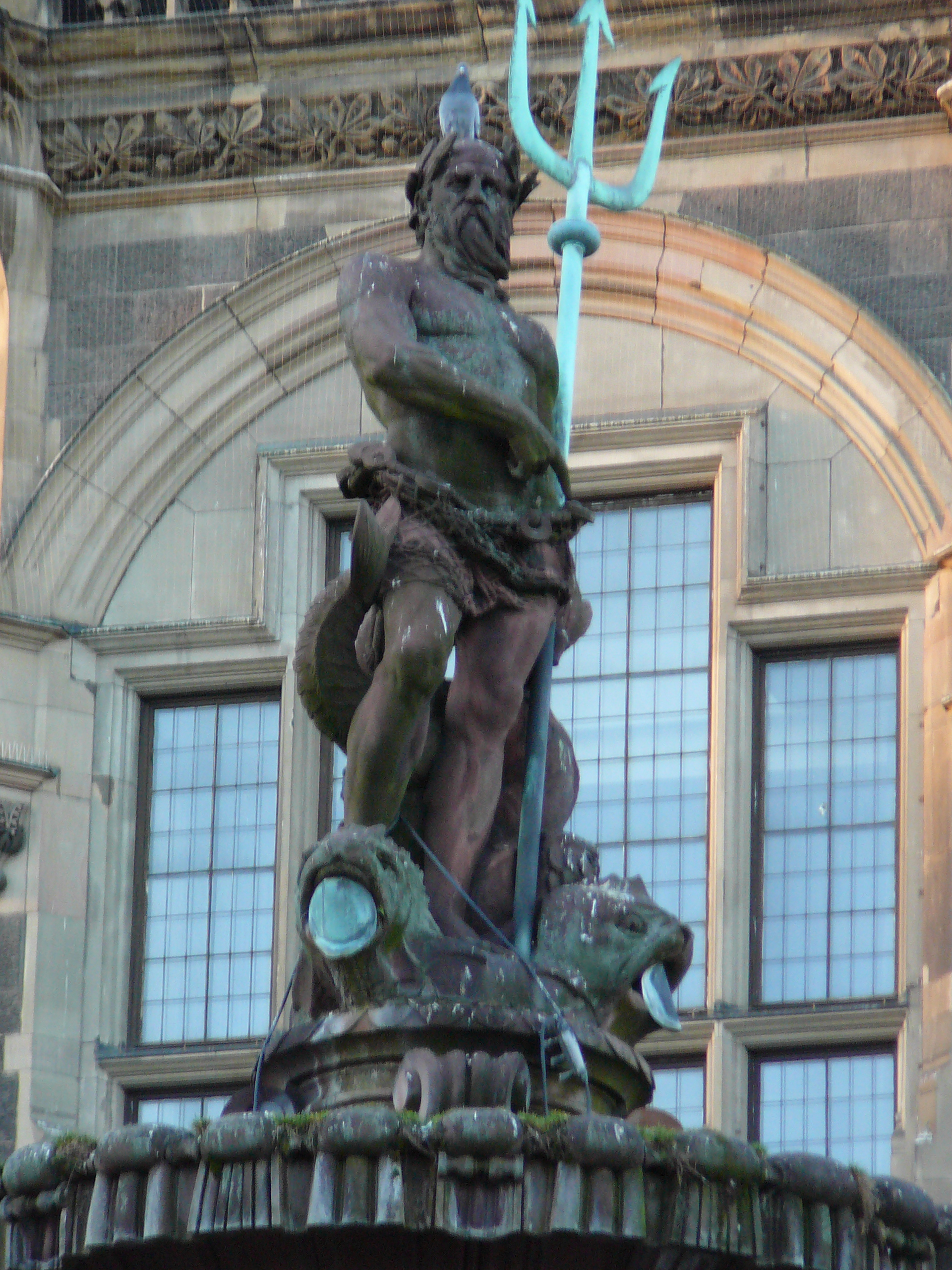
Der Neptun

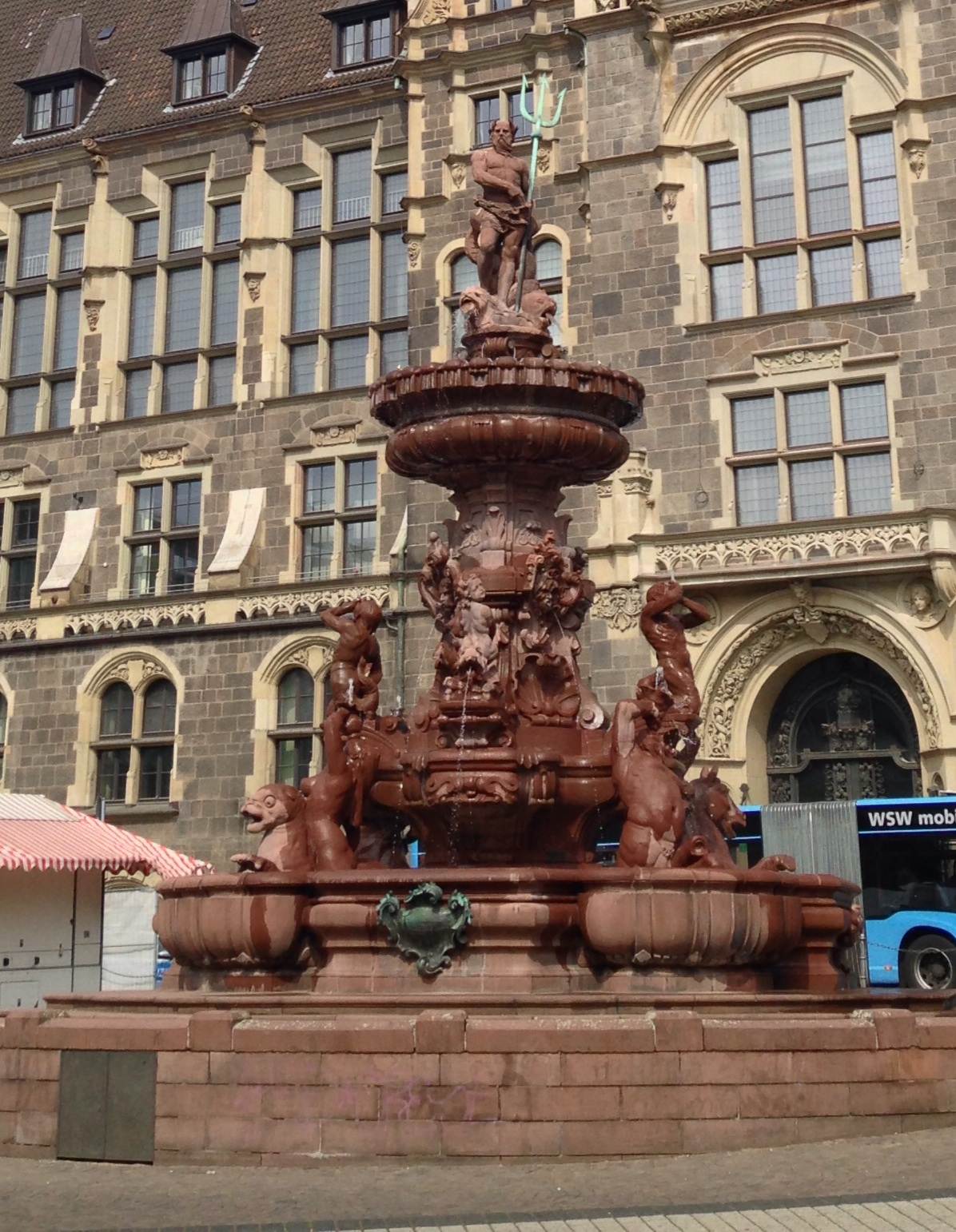
Neptunbrunnen Wuppertal-Elberfeld nach der Restaurierung 2014

Der Jubiläumsbrunnen (auch Neptunbrunnen) liegt auf der nordöstlichen Seite des Neumarkts, einem der bedeutendsten innerstädtischen Plätze im Wuppertaler Stadtteil Elberfeld.
Er wurde 1895 vom Elberfelder Verschönerungsverein aus Anlass des 25-jährigen Bestehens gestiftet – deshalb „Jubiläumsbrunnen“. Es wurde beschlossen, dass er vor dem Elberfelder Rathaus seinen Standort haben wird. Der Bau des Rathauses begann ebenfalls im Jahr 1895. Den genauen Standort, in der Achse der Friedrichstraße und in der Nähe des Haupteinganges des Rathauses, gaben 1900 die Stadtväter bekannt.
Der 11,5 Meter hohe Brunnen aus Rotem Mainsandstein wurde 1900–1901 vom Düsseldorfer Bildhauer Leo Müsch (1846–1911) geschaffen und ist eine Nachbildung des Neptunbrunnens (1767–1768) auf dem Domplatz im italienischen Trient.
Das mehrfach geschwungene Becken von acht Metern Durchmesser befindet sich auf einem Stufenunterbau. Dargestellt sind hier Meeresgott, Nixen und Seeungetüme. Auf einem dreigeschossigen Aufbau erhebt sich ein etwa drei Meter hoher Neptun samt Zubehör. Der Aufbau ist belebt mit Tritonen, Putten und Delfinen.
Eine Bronzekartusche am Beckenrand trägt die Inschrift:
| „Gestiftet von dem Elberfelder Verschönerungsverein zur Erinnerung an die Feier seines 25-jährigen Bestehens 23. Mai 1895“ |

Schon vor der Einweihung wurde am 25. September 1901, für die bessere Erledigung der Restarbeiten, die schützende Hülle des Brunnens entfernt. Über die freizügige Darstellung des Neptuns, in Form der anatomisch korrekt modellierten Schamregion, entrüsteten sich die Moralisten – für sie zeigten sich die Figuren allzu sehr männlich markant. Die Empörung kirchlicher Kreise kannte keine Grenzen, Protestveranstaltungen wurden einberufen und Resolutionen verfasst. Die Bibel wurde von den Gegnern sowie den Verteidigern des Brunnens zitiert. In dieser hitzigen Debatte machten selbsternannte Volkserzieher kurzen Prozess und schlugen über Nacht hervorragende Teile zweier Eckfiguren des Brunnens ab und richteten sich „gegen die Symbole der Männlichkeit“, wie die Lokalpresse damals feststellte. Walter Bloem, Schriftsteller aus Elberfeld, schrieb in Versen gegen den unbekannten Täter: „Der, was die Welt erschafft und erhält, abhackt und feig in die Ecke stellt“. Bloems Drama in 4 Akten Der Jubiläumsbrunnen veranlasste den Pastor, der Bloem einst getraut hatte, ihm vorzuschlagen, aus der Kirche auszutreten.
In der Stadtverordnetenversammlung am 1. Oktober war die Neptun-Angelegenheit Bestandteil der Versammlung, beschlossen wurde, dass Neptun wieder ein echter Mann werden sollte. Aber am 20. Oktober protestierte das Zentrum gegen die Entblößung auf einer Versammlung, aus der die Damen hinauskomplimentiert wurden – weil eventuell delikate Dinge zur Sprache kommen könnten. Neben der katholischen protestierte nun auch die evangelische Kirche gegen das Denkmal, manchmal umstanden Tausende von Menschen den anstößigen Brunnen.
Am 28. Oktober wurde der Jubiläumsbrunnen ohne Zeremonie der Öffentlichkeit übergeben. Die Stadtverordneten trafen sich am 29. Oktober erneut, um über ihn zu debattieren. August Freiherr von der Heydt als Vorsitzender des Verschönerungsvereins wurde besonders stark angegriffen. Der Initiator des 40.000 Geldeinheiten teuren Geschenks an die Stadt stand zusammen mit seiner Frau Selma von der Heydt in der öffentlichen Moraldebatte, so hatte Selma 1893 ein umstrittenes Heinrich-Heine-Denkmal in Küllenhahn errichten lassen, das nun wieder 1901 zur Debatte stand. Von der Heydt erklärte sich schließlich bereit, die anstößigen Körperteile durch Akanthusblätter ersetzen zu lassen. Trotzdem wurde weiterhin um den Abriss des Brunnens gekämpft.
Die Frage, wie Moral und Kunst zueinander finden, wurde zunächst zur nächsten Stadtverordnetenversammlung vertagt und sollte dann am 4. Februar endgültig geklärt werden. Mit 17 gegen 13 Stimmen wurde der Vorschlag angenommen, den Brunnen …

„… in seiner jetzigen Gestalt zu belassen, in der Erwägung, dass jede etwa vorzunehmende Änderung nach der einen oder anderen Seite Anstoß erregen und eine erneute Agitation veranlassen könnte“

Dabei blieb es. Die abgeschlagenen Symbole für Neptuns Männlichkeit aber wurden später wieder repariert, die Narben sieht man heute noch.

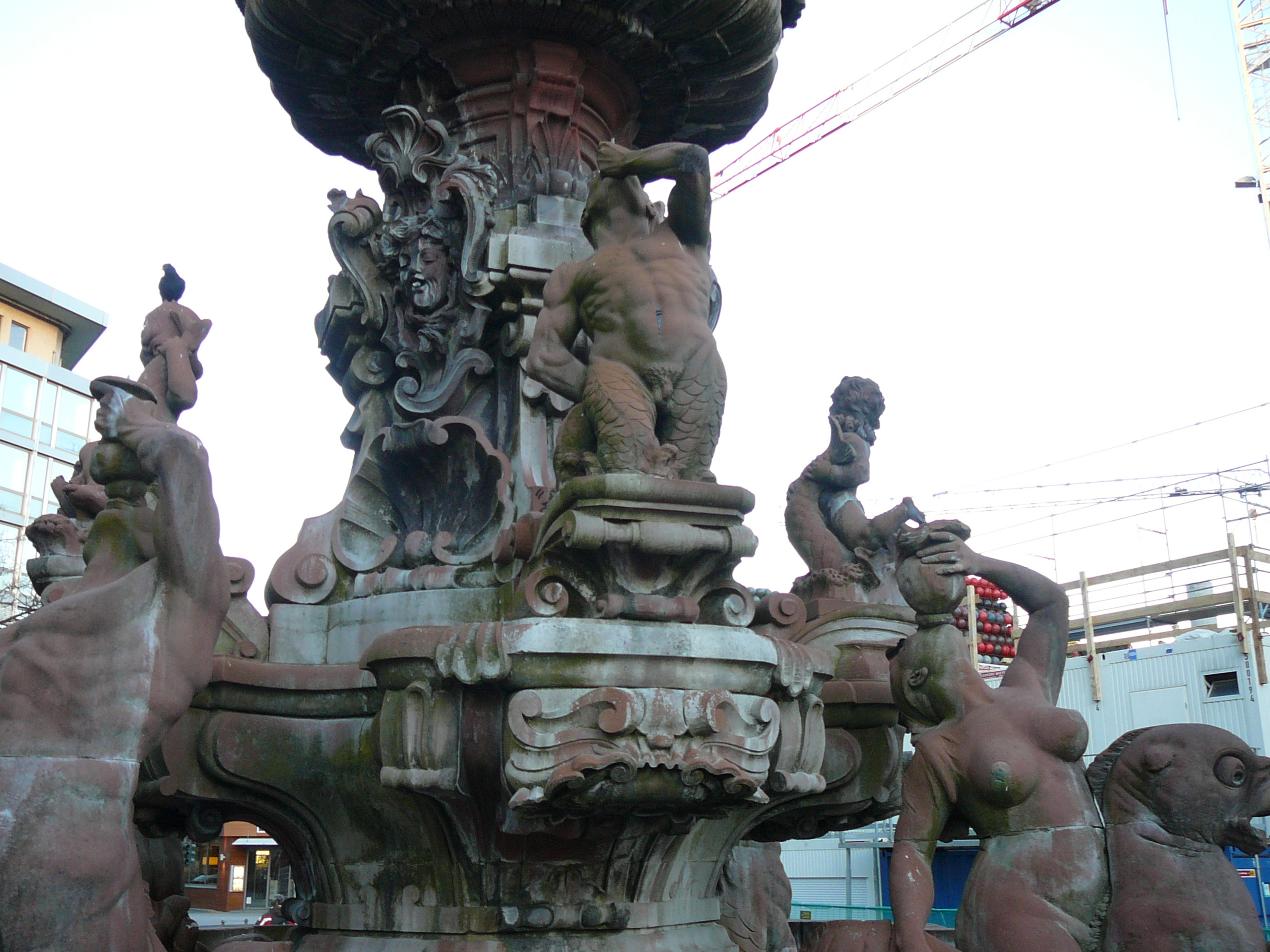
Detail
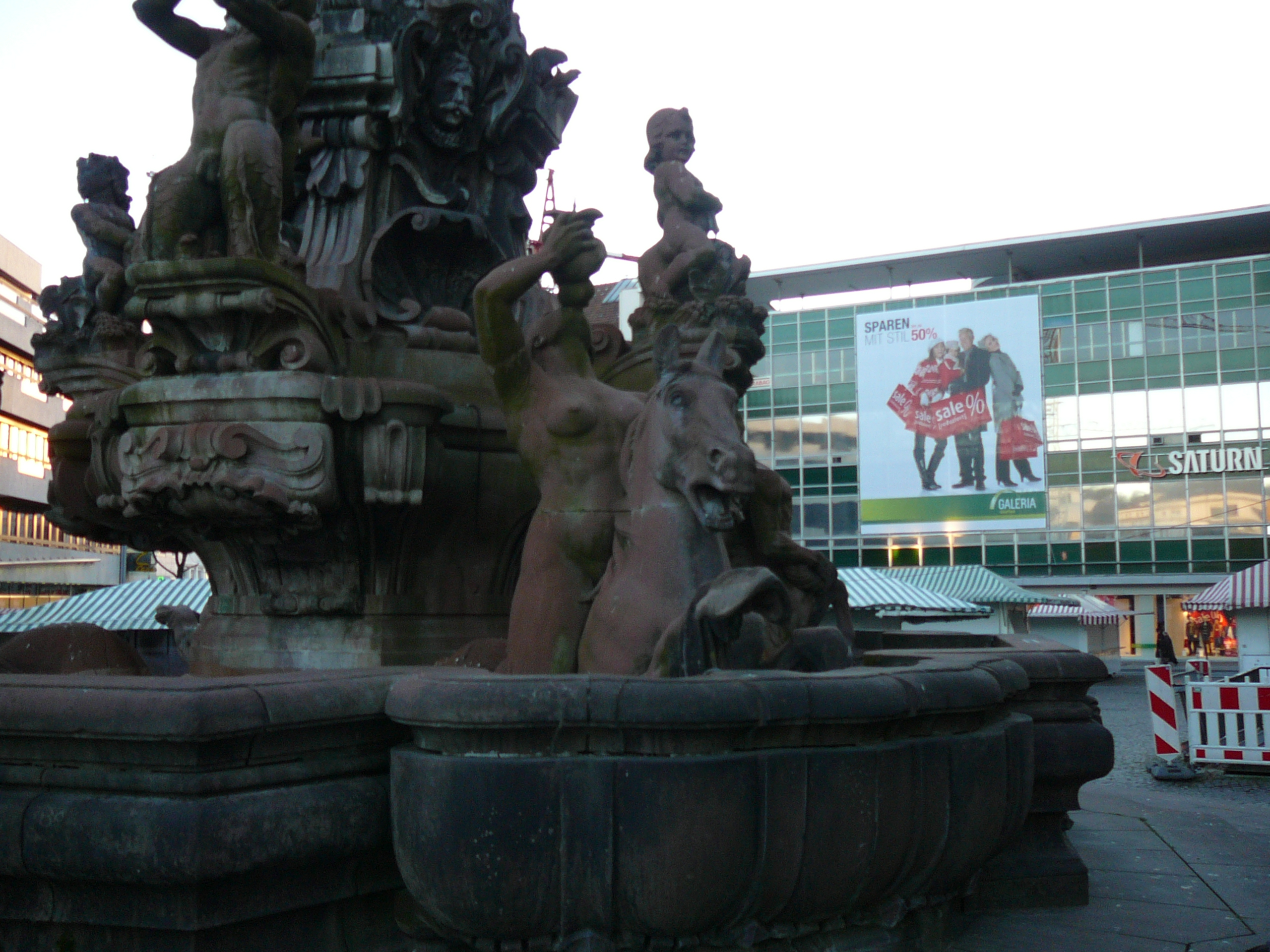
Detail
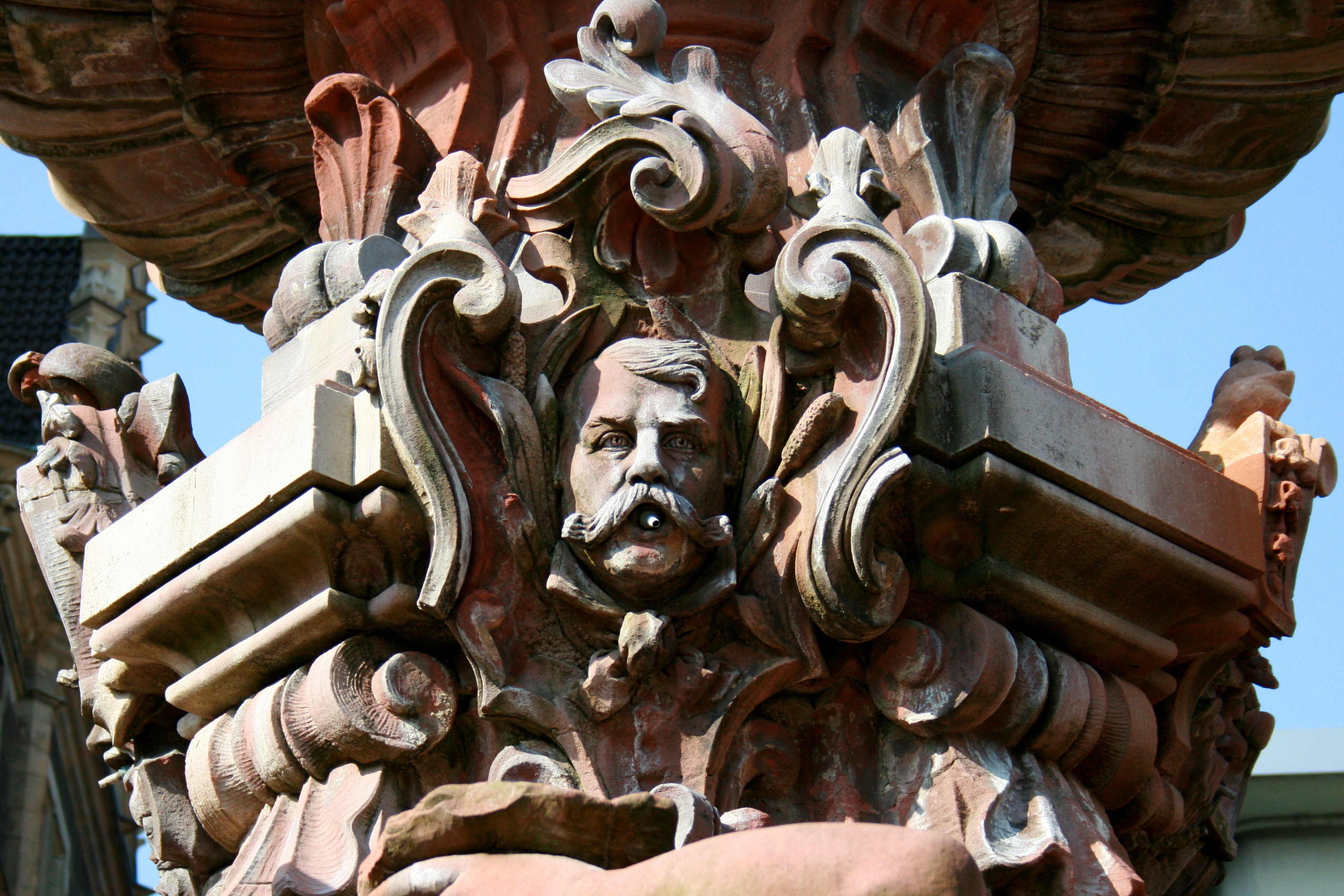
Detail

Als herausragendes Beispiel für die Bildhauerkunst des Historismus wurde die Brunnenanlage am 30. März 2000 in die Baudenkmalliste der Stadt Wuppertal eingetragen. Es bestand Sanierungsbedarf: Vandalismus und Frostaufbrüche hatten ihre Spuren hinterlassen. Für eine größere Sanierung fehlte der Stadt aber das Geld, daher dauerte es bis Juli 2013, dass mit Hilfe privater Spender die Sanierung angegangen werden konnte. Die Hauptarbeiten am eigentlichen Brunnen konnten bis zum 18. April 2014 abgeschlossen werden; Arbeiten an der Umgebung des Brunnens stehen noch aus.